# Cabiria
Cabiria ist ein 1913 gedrehtes, historisches Filmepos aus den frühen Jahren der italienischen Filmindustrie von Giovanni Pastrone. Er wurde 1914 veröffentlicht. Der Film basiert sehr lose auf Gustave Flauberts exotischem Roman Salambo.

## Handlung
Hinweis: Die Inhaltsangabe bezieht sich auf die auf DVD erhältliche 123 Minuten lange Fassung.
Drittes Jahrhundert vor Christus: Das Mädchen Cabiria ist die Tochter einer reichen Patrizierfamilie, die in Catania am Fuße des Ätna lebt. Bei einem Ausbruch des Vulkans wird Cabiria von ihren Eltern getrennt, kann aber von dem Kindermädchen Croessa gerettet werden. Zusammen mit anderen fliehen sie zum Strand, wo sie ein von phönizischen Piraten zurückgelassenes Boot entdecken.
Als die Piraten zu ihrem Boot zurückkehren, kommt es zu einem Handgemenge, in dem Cabiria und Croessa entführt und nach Karthago gebracht werden. Dort werden sie als Sklaven an den Hohepriester Karthalo verkauft, der Cabiria dem Gott Moloch opfern will. Croessa kann entfliehen und trifft auf den Römer Fulvius Axilla, der als Spion mit seinem treuen Diener Maciste unerkannt bei dem Gastwirt Bodastoret wohnt. Sie überredet Fulvius und Maciste, Cabiria zu retten. So schleichen sie in den Tempel des Moloch und entreißen den Priestern das Mädchen. Von den aufgebrachten Priestern verfolgt, können Fulvius und Maciste mit Cabiria entkommen. Croessa wird aber gefasst und von den Priestern zum Tode verurteilt.
Inzwischen überschreitet Hannibal mit seinem Heer die Alpen, um Rom anzugreifen. Der Zweite Punische Krieg bricht aus. Fulvius will heimlich in der Nacht Karthago verlassen, um Rom im Krieg zu unterstützen. Bodastoret verrät aber seine Gäste, und so lauern die Karthager den Römern auf. Fulvius kann sich mit einem Sprung ins Meer retten, Maciste bleibt mit dem Kind zurück. Auf ihrer Flucht gelangen sie in einen Garten, in dem sich die karthagische Prinzessin Sophonisba heimlich mit dem numidischen König Massinissa trifft. Maciste gelingt es, der Prinzessin das Kind anzuvertrauen, bevor er von den Priestern entdeckt und überwältigt wird. Er wird zur Strafe an einen Mühlstein gekettet.
Fulvius kehrt nach Rom zurück und kämpft im Heer des Marcellus gegen die Punier. Während der Belagerung von Syrakus wird die römische Flotte dank der von Archimedes entwickelten Verteidigungsmaschinen versenkt. Fulvius landet schiffbrüchig am Strand von Cabirias Heimat. Bürger Catanias entdecken den geschwächten Soldaten und den Ring an seinem Finger, der aus dem Besitz von Cabirias Familie stammt und ihm von Croessa gegeben wurde. Fulvius wird zu dem Patrizier gebracht und erzählt ihm, dass Cabiria den Vulkanausbruch überlebt hat und sich in Karthago aufhält. Er verspricht, sie zu ihrer Familie zurückzubringen, sollte er je nach Karthago zurückkehren.
Zehn Jahre später unterstützt Fulvius Scipio als Kundschafter bei seinem Feldzug gegen Karthago. In der Zwischenzeit hat Sophonisba, obwohl sie mit Massinissa verlobt war, dessen mächtigeren Gegner Syphax geheiratet und ihn in die Hauptstadt Cirta begleitet, der er vorstand. Cabiria wuchs unter falschem Namen als Sklavin der Prinzessin auf. Fulvius gelingt es, sich in die Karthago einzuschleichen und Maciste zu befreien. Auf dem Rückweg zum römischen Lager werden sie von Syphax’ Soldaten aufgegriffen und nach Cirta gebracht. Syphax selber wird von den Römern dank der Unterstützung durch Massinissa gefangen genommen.
Während Cabiria enttarnt und vom Hohepriester Karthalo aufgegriffen wird, gelingt Fulvius und Maciste die Flucht aus dem Kerker. Sie verschanzen sich in einem Vorratskeller und leisten erbitterten Widerstand bis ihnen freier Abzug gewährt wird. Massinissa nimmt die Stadt Cirta ein und zieht zum Palast, um Sophonisba einen Heiratsantrag zu machen. Sophonisba sieht ihre Chance, Massinissa gegen die Römer aufzubringen. Scipio durchschaut aber den Plan und verlangt die Auslieferung der Königin. Massinissa stimmt zu, schickt aber Maciste zu Sophonisba mit einem Giftbecher. Die Königin entscheidet sich für den Tod, zeigt aber vorher noch einmal Gnade und übergibt die totgeglaubte Cabiria an Fulvius, der sich inzwischen in die junge Frau verliebt hat.
Nach dem Sieg über Karthago kehren Fulvius, Maciste und Cabiria glücklich nach Rom zurück.

## Kritik
Reclams Filmführer urteilte über den Film: „Pastrone konnte nun für seinen Film einen sensationellen Aufwand betreiben. Cabiria hatte eine Laufzeit von über drei Stunden. Für die Innenaufnahmen baute der ehemalige Ingenieur Pastrone eine dreidimensionale Szenerie, während man sonst damals noch häufig vor gemalten Kulissen filmte. Außenaufnahmen drehte er u. a. in den Alpen und in Tunesien. Die eigentliche Bedeutung des Filmes liegt aber keineswegs im finanziellen und technischen Aufwand; Pastrones Inszenierung ist auch formal bemerkenswert. Als erster benutzte er hier systematisch einen Kamerawagen, den er sich sogar patentieren ließ. Dadurch gewannen die Dekorationen plastische Präsenz. Mit Hilfe des Wagens machte er auch Großaufnahmen, für die sonst ein Schnitt notwendig gewesen wäre. Er fuhr an die Hauptdarsteller heran oder machte Rückfahrten und konnte sie so aus einer Menschenmenge herauslösen oder sie in eine zunächst unsichtbare Menge hineinstellen. Neuartig war auch die Verwendung des Lichtes, das Pastrone bewußt für künstlerische Effekte einsetzte.“